# 苏哈托的贪污指控

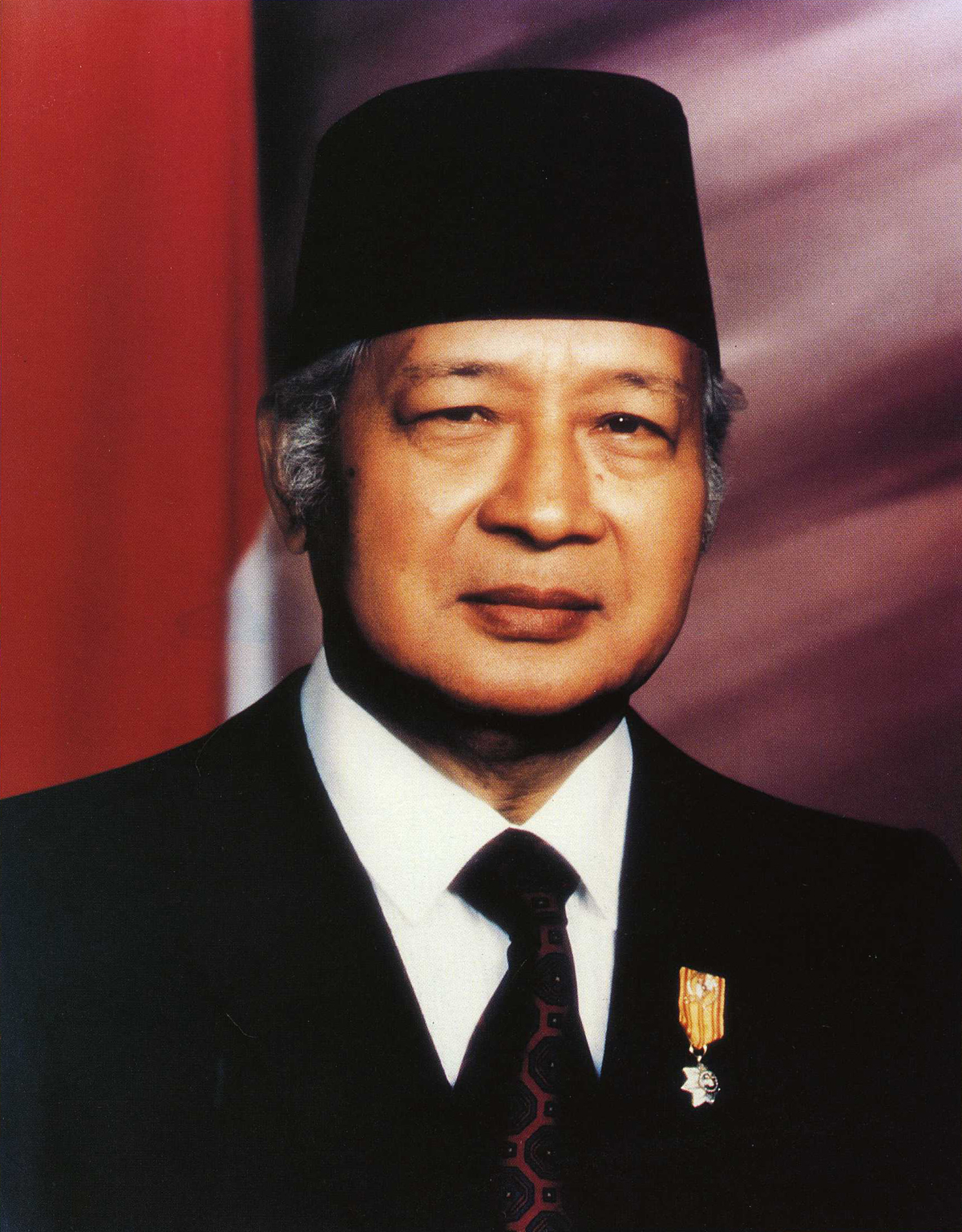
苏哈托在他的经济政策的内幕里，透过贪污、垄断、补贴等手段来为自己的家族及亲信致富

苏哈托的贪污指控（英語：Corruption charges against Suharto）印度尼西亚第二任总统苏哈托自1998年下台之后，印尼政府开始调查有关他家族的财产。
苏哈托任总统期间曾领导多个组织，这些组织具有不同的职能，包括提供教育、医疗服务和支持退伍军人。其中一些组织涉嫌给印尼政府造成损失。
2006年5月12日，印尼总检察长Abdul Rahman Saleh宣布，鉴于苏哈托健康状况正在恶化，总检察院停止对其涉嫌贪污案的司法审查程序。2008年1月27日，苏哈托因多个器官衰竭在雅加达的医院去世，终年86岁。

## 《时代周刊》诉讼
1999年5月17日，美国《时代周刊》报道说，苏哈托及其家族非法聚敛了数百亿美元的资产，其中150亿美元藏匿在海外，苏哈托之后于同年7月5日控告《时代周刊》破坏其名誉。
2007年9月10日，印尼最高法院宣布苏哈托胜诉，要求《时代周刊》赔偿苏哈托名誉损失费1万亿卢比（约合1.07亿美元），并刊文公开道歉。。